# Terrence Evans
Pour les articles homonymes, voir Evans.
Terrence Horace Evans est un acteur américain, né le 20 juin 1934 à Los Angeles (Californie) et mort le 7 août 2015 à Burbank (Californie).

## Filmographie

### Cinéma
- 1977 : Cody : Semore
- 1980 : Falling in Love Again : Beaver (Present day) (en tant que Terrance Evans)
- 1985 : Pale Rider, le cavalier solitaire : Jake Henderson
- 1986 : Dream West : Farmer
- 1987 : American chicano : Immigration Officer
- 1987 : Nutcracker: Money, Madness and Murder (en) : Doug Steele
- 1989 : Caddie Woodlawn : Max Skeel
- 1989 : La Morsure : Farmer Dave
- 1989 : La Vengeance d'Eric (en) : Security Guard
- 1989 : Trapper County War : Billy Luddigger
- 1990 : Roxy est de retour : Man #1 at Legion Hall
- 1991 : Terminator 2 : Le Jugement dernier : Tanker Truck Driver
- 1993 : Tina : Bus Driver
- 1997 : Madam Savant : Detective 1
- 1997 : The Last Embrace : Mustard Mike (en tant que Terence Evans)
- 1999 : Comme un voleur : Bus Driver
- 1999 : The Runner : Lefty (en tant que Terrance Evans)
- 2003 : Massacre à la tronçonneuse : Old Monty
- 2005 : Down in the Valley : Director
- 2006 : Massacre à la tronçonneuse : Le Commencement : Monty
- 2006 : Mr. Fix It : Charlie
- 2006 : Le Masque d'Halloween : Ben Wickets
- 2007 : Alexander: Hero of Heroes : Aristotle
- 2009 : Boppin' at the Glue Factory : Nick Frosco
- 2009 : Chain Letter (en) : Mr. Bradford
- 2015 : Bigfoot the Movie : Uncle Edgar
- 2015 : Les Pouvoirs de la prière : War Room Soldier
- Prochainement : The Exquisite Continent

### Courts-métrages
- 1997 : A Guy Walks Into a Bar
- 1999 : 24-Seven
- 2000 : The Silencing
- 2001 : Note come due
- 2005 : Blockbusters
- 2007 : Blind Spot
- 2008 : Driver's Ed

### Télévision

#### Séries télévisées
- 1979 : Pour l'amour du risque : Poet
- 1980 : L'Incroyable Hulk : Cecil
- 1980 : La Petite Maison dans la prairie : Horace Choate
- 1981 : Quincy : Russell Lujack
- 1982 : Ralph Super-héros : Watchman
- 1982 : Voyages au bout du temps (Voyagers!) : Ben
- 1984 : L'Agence tous risques : Fireman
- 1984 : Le Juge et le Pilote : Lt. Whitmore
- 1984 : Shérif, fais-moi peur : Jeb
- 1987 : Capitaine Furillo : Nathan Schecter
- 1987 : Disney Parade : Mechanic
- 1988 : Les Craquantes : Sheriff
- 1988 : Monsters : Mr. Ritzen
- 1989 : Le Cavalier solitaire : Richie Rolleri
- 1989 : Pas de répit sur planète Terre : Guard
- 1990 : Code Quantum : Stick
- 1990 : Falcon Crest : Clerk
- 1991 : The New Adam-12 (en) : Homeless Man
- 1993 : Star Trek: Deep Space Nine : Proka / Baltrim
- 1995 : Le Prince de Bel-Air : Trucker
- 1996 : Dark Skies : L'Impossible Vérité : Clark Balfour
- 1996 : Le Rebelle : Sergeant Arias
- 1997 : Star Trek: Voyager : Ambassador Treen
- 1998 : Urgences : Barry Mahoney
- 1999 : Any Day Now
- 2004 : Cold Case : Affaires classées : Lester Hughes ('04)
- 2007 : Las Vegas : Scrooge
- 2013 : Eagleheart (en) : Grandy

#### Téléfilms
- 1970 : The Young Country : Postmaster
- 1985 : Gus Brown and Midnight Brewster
- 1986 : Une vie de star : Craft Services Man
- 1987 : American Harvest : Emil Schutzel
- 1987 : Kenny Rogers as The Gambler, Part III: The Legend Continues : Lucas
- 1987 : LBJ: The Early Years
- 1988 : Perry Mason : La Dame du lac : Sheriff Ed Prine (en tant que Terrance Evans)
- 1994 : Alien Nation: Dark Horizon (en) : Rancher
- 2000 : La Meilleure Amie de sa maîtresse : Earl